# Torrehermosa
Torrehermosa ist ein nordspanischer Ort und eine Gemeinde (municipio) mit 74 Einwohnern (Stand: 2024) im Westen der Provinz Saragossa und der Autonomen Region Aragonien. Der Ort gehört zur bevölkerungsarmen Serranía Celtibérica.

## Lage und Klima
Torrehermosa liegt etwa 120 Kilometer (Luftlinie) westsüdwestlich von Saragossa in einer Höhe von 840 m.
Das Klima ist gemäßigt bis warm; der eher spärliche Regen (ca. 484 mm/Jahr) fällt mit Ausnahme der eher trockenen Sommermonate übers Jahr verteilt.

## Bevölkerungsentwicklung
| Jahr      | 1970 | 1981 | 1991 | 2001 | 2011 | 2021 |
| Einwohner | 164  | 130  | 131  | 114  | 81   | 63   |

Die Mechanisierung der Landwirtschaft, die Aufgabe bäuerlicher Kleinbetriebe und der damit verbundene Verlust von Arbeitsplätzen führten seit der Mitte des 20. Jahrhunderts zu einem deutlichen Rückgang der Bevölkerung (Landflucht).

## Sehenswürdigkeiten
- Marienkirche (Iglesia de Nuestra Señora de la Blanca)
- Reste der alten Burganlage aus dem 11. Jahrhundert

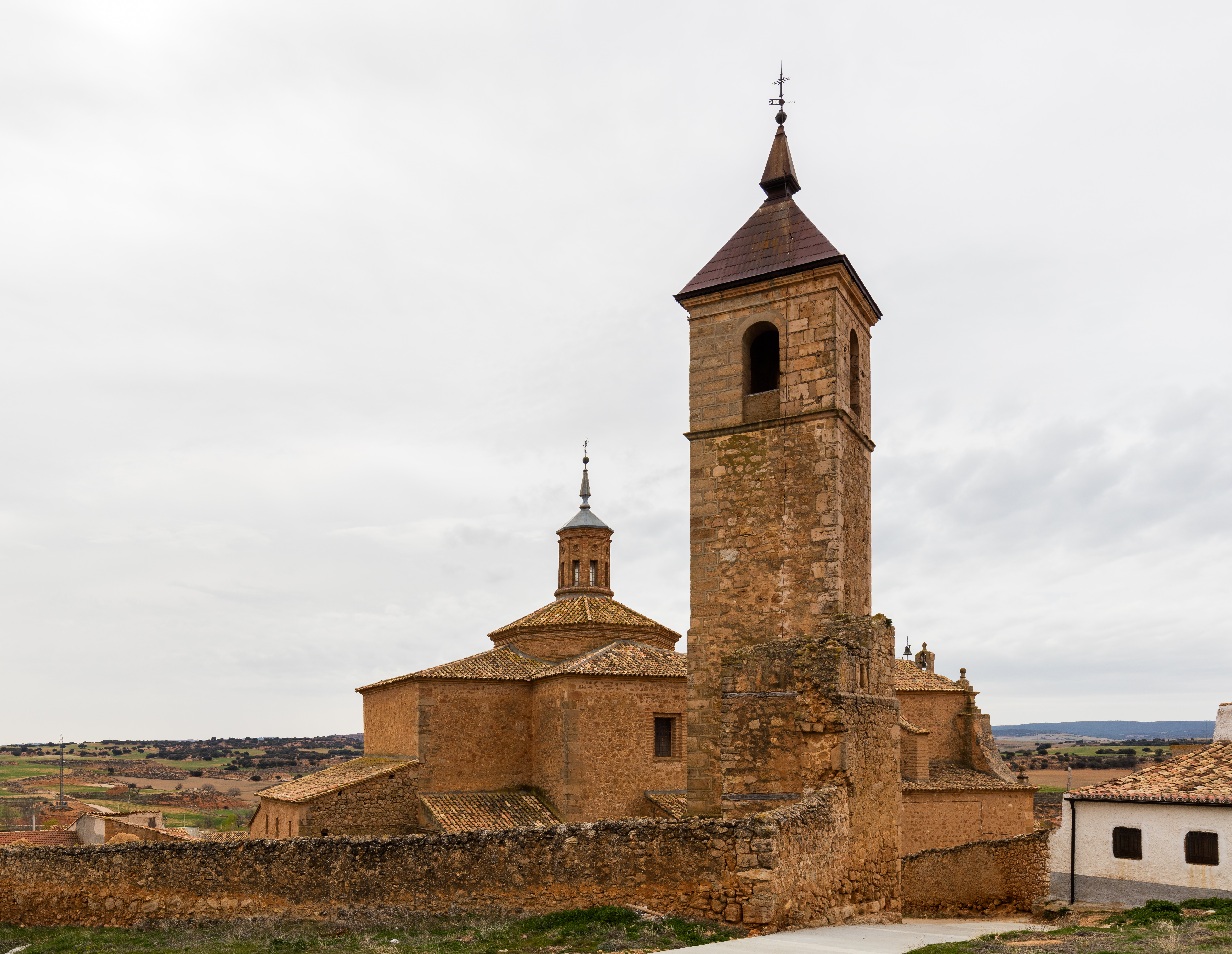
Marienkirche
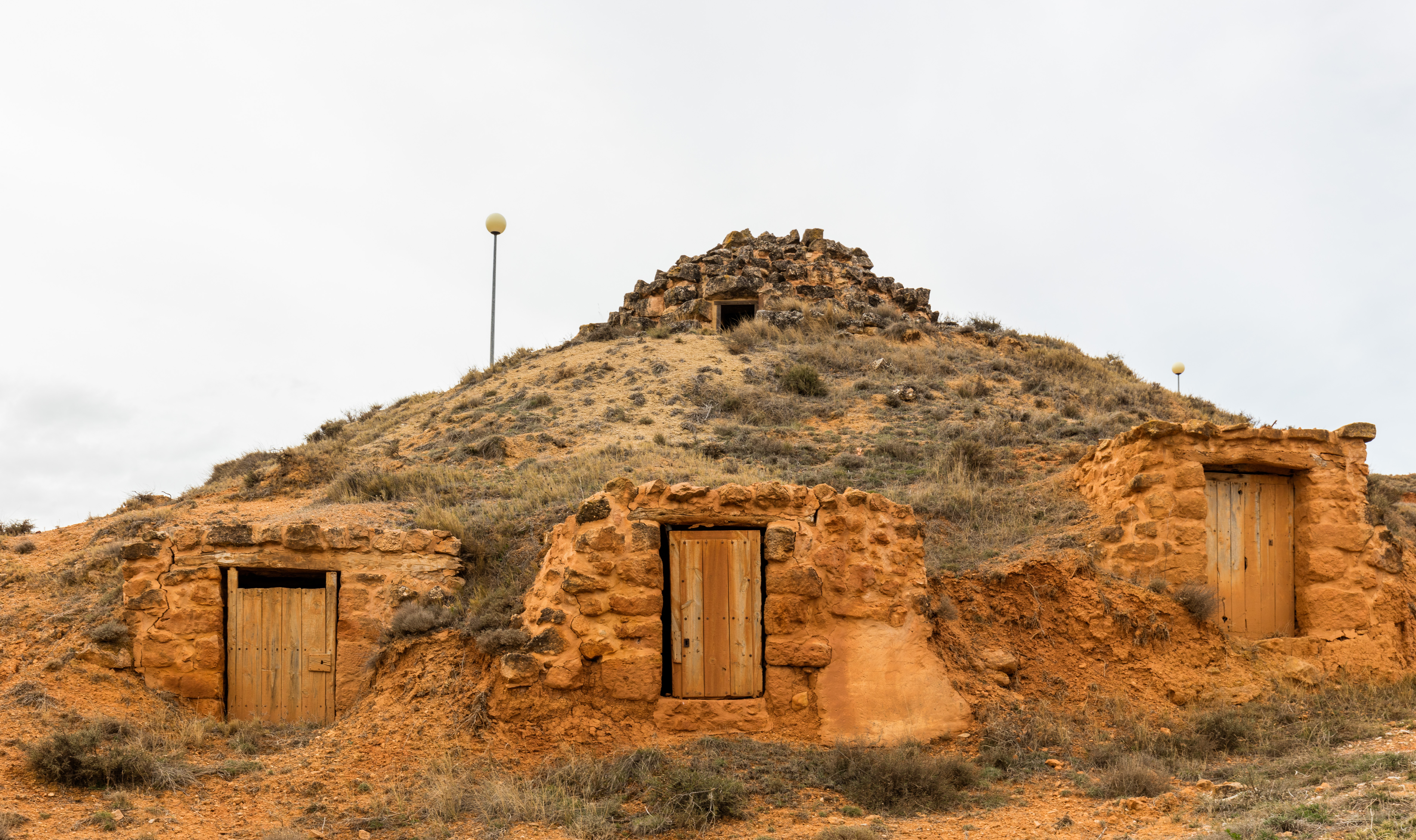
Burganlage

## Persönlichkeiten
- Pascual Baylón (1540–1592), Franziskanermönch